# Caccobius pullus
Caccobius pullus là một loài bọ cánh cứng trong họ Bọ hung (Scarabaeidae).